# PlayStation Now
PlayStation Now (officieel afgekort als PS Now) was een cloudgamingdienst die gebruikers in staat stelde om te betalen voor toegang tot een selectie aan originele PlayStation 3- en PlayStation 4-spellen via per spel betalen of via een abonnement.
Andere apparaten dan een PlayStation zullen een DualShock 3- of 4-controller nodig hebben voor de dienst. Volgens Sony kunnen de spellen het beste gespeeld worden met de DualShock-indeling, terwijl PlayStation-consoles hun eigen controller kunnen gebruiken. Sony beveelt ook aan dat spelers ten minste een 5 Mbps internetverbinding ter beschikking hebben.

## Geschiedenis
PlayStation Now werd aangekondigd op 7 januari 2014 op de Consumer Electronics Show 2014. Sony presenteerde speelbare demo's van The Last of Us, God of War: Ascension, Puppeteer en Beyond: Two Souls door PS Now op Bravia-tv's en PlayStation Vita. De gesloten bèta begon 28 januari 2014 in de Verenigde Staten op de PS3, 19 mei 2014 kwam daar de PS4 bij. PlayStation Now open bèta in de Verenigde Staten en Canada werd 31 juli 2014 gelanceerd op de PS4, 18 september 2014 op de PS3, 14 oktober 2014 op de PS Vita en PS TV, met ondersteuning voor geselecteerde 2014 Bravia TV's later in het jaar. Op Gamescom 2014 werd aangekondigd dat PS Now naar Europa komt in 2015, met het Verenigd Koninkrijk als eerste Europese land. Op 24 december 2014 kondigde Sony aan dat PlayStation Now zal uitbreiden naar andere elektronische merken. Op de CES 2015 werd bevestigd dat op 13 januari 2015 de volwaardige release van PlayStation Now in Noord-Amerika is.

## Spellen
In 2020 zijn er ruim 800 speltitels beschikbaar van PlayStation 2, 3 en 4 die gestreamd kunnen worden naar een PlayStation 4, PlayStation 5 en pc. Er zijn twee manieren om spellen te streamen op PlayStation Now, als een abonnementsdienst zoals Netflix, dat onbeperkte toegang geeft tot alle spellen die onder het abonnementsmodel beschikbaar zijn, of gebruikers kunnen spellen individueel huren, meestal te huur in een van de vier termijnen: 4 uur, 7 dagen, 30 dagen of 90 dagen.
Gaikai · GeForce NOW · Kalydo · Liquidsky · Luna · OnLive · PlayStation Now · Stadia · Xbox Cloud Gaming